# کوپر سیتی (فلوریدا)
کوپر سیتی (به انگلیسی: Cooper City) شهری در شهرستان برووارد ایالت فلوریدا است که در سال ۱۹۵۹ بنیان‌گذاری شده‌است. این شهر طبق سرشماری سال ۲۰۱۰ میلادی، ۲۸٬۵۴۷ نفر جمعیت داشته و مساحت آن نیز ۱۷٫۳ کیلومتر مربع است.